# Слюнькова, Инесса Николаевна
Инесса Николаевна Слюнькова (род. 9 августа 1953, Минск) ― российский и белорусский историк архитектуры и искусствовед. Доктор архитектуры (2001), член-корреспондент Российской академии архитектуры и строительных наук (РААСН), профессор Московской духовной академии. Одна из авторов «Православной энциклопедии» и «Большой Российской энциклопедии».

## Биография
Родилась в семье Николая Слюнькова, окончила минскую школу № 50.
Училась в Белорусском политехническом ин-те на архитектурном факультете, окончила Московский архитектурный институт (МАРХИ, 1977). Работала архитектором в проектной мастерской ЦНИИП градостроительства. Окончила аспирантуру Центрального научно-исследовательского ин-та теории и истории архитектуры (ЦНИИТИА).
Участвовала в подготовке коллективной монографии «Русское градостроительное искусство» под ред. Н. Ф. Гуляницкого, руководитель издательского проекта «Архитектура русской усадьбы».
С 1994 начальник Отдела научных исследований по архитектуре РААСН, участвовала в организации научных работ её институтов и подготовке научных изданий Академии (в том числе сборники «Храмостроительство в России: Традиции и современность» (1996), «Проблемы воссоздания утраченных памятников архитектуры: PRO et CONTRA» (1998)). Статьи в сборниках и журналах по истории архитектуры, актуальным вопросам современной архитектурной практики.
В 2003—2004 главный архитектор Музеев Московского Кремля, автор программ комплексной реставрации памятников архитектуры музеев. С 2009 ― главный научный сотрудник НИИ теории и истории изобразительных искусств Российской академии художеств. Член Союза архитекторов России.
Награждена памятной медалью митрополита Московского и Коломенского Макария, медалью «За преданность содружеству зодчих», дипломами фестиваля «Зодчество» Союза архитекторов, РААСН, Макариевского фонда, ежегодного национального конкурса «Книга года» Московской международной книжной выставки-ярмарки (2010).

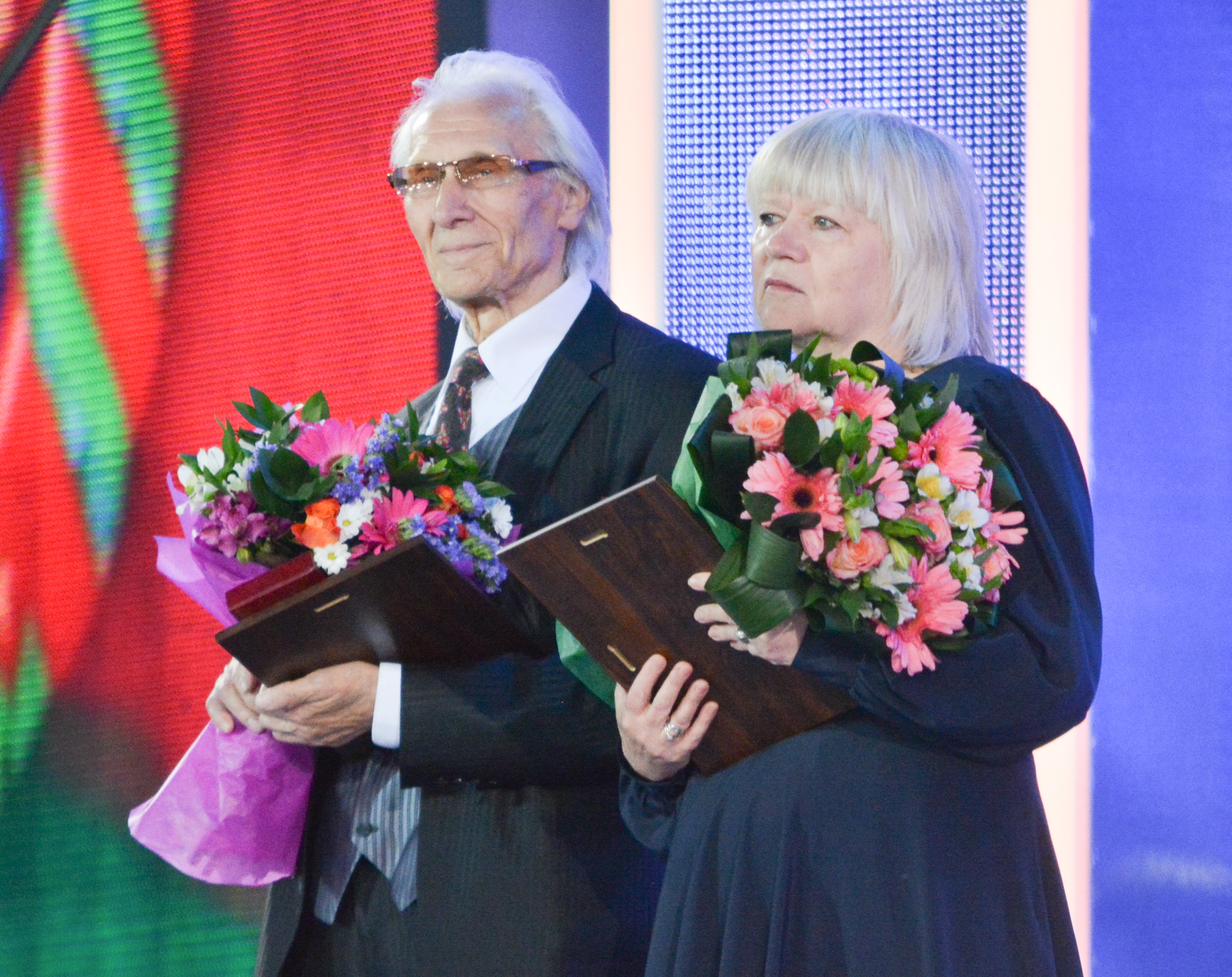
Иван Миско и Инесса Слюнькова на вручении премии Союзного государства («Славянский Базар» 2014).

## Премии
- Премия Союзного государства в области литературы и искусства (2014)[3]
- Макарьевская премия I степени (2015) за книгу «Проекты оформления коронационных торжеств в России XIX века»[4].
- Серебряный знак XXV Международного фестиваля «Зодчество» в номинации «Лучшее печатное издание об архитектуре и архитекторах» за книгу «Царская великокняжеская резиденция Ильинское и Усово»[5].

## Научная деятельность
- Тема русской усадьбы и проблемы эволюции освоения усадебного пространства в границах землевладения.
- Монастырское и храмовое зодчество — разработка проблемы взаимодействия культур Белоруссии, Украины и России в системе влияния западного мира, на стыке западноевропейской и восточноевропейской культур[6].
- Художественное оформление праздника коронации в России от Средневековья до XIX века. Актуальные проблемы сохранения и использования архитектурного наследия.

## Основные результаты научной деятельности
Более 200 опубликованных работ. Наиболее важными представляются:

### Книги
- Архитектура русской усадьбы. ― М.: Наука, 1998 ISBN 5-02-011685-8. (руководитель издательского проекта, автор введения и 2-х глав).
- Русская усадьба в старинной открытке. Под ред. И. Н. Слюньковой. ― М.: ИПГ «Профис», 2004. ISBN 5-902325-02-1.
- Слюнькова И. Н. Архитектура городов Верхнего Приднепровья XVII — середины XIX в. ― Мн: Наука и техника, 1992. ISBN 5-343-00885-2
- Слюнькова И. Н. Монастыри восточной и западной традиций: Наследие архитектуры Беларуси. ― М.: Прогресс-Традиция, 2002. ISBN 5-89826-093-5.
- Слюнькова И. Н. Коронационная Москва // Города мира — мир города. Коллективная монография / Гл. ред. В. П. Толстой. ― М., 2009. С. 96-119.
- Слюнькова И. Н. Храмы и монастыри Беларуси XIX века в составе Российской империи: Пересоздание наследия. ― М.: Прогресс-Традиция, 2010. ISBN 978-5-89826-326-8 (ошибоч.).
- Предмет архитектуры: Искусство без границ. Сборник научных статей. Под ред. И. Н. Слюньковой. ― М.: Прогресс-Традиция, 2011. С. 528 ISBN 978-5-89826-383-6
- Слюнькова И. Н. Проекты оформления коронационных торжеств в России. — М., БуксМарт, 2013. С. 438 ISBN 978-5-906190-07-9
- Слюнькова И. Н. Царская, великокняжеская резиденция Ильинское и Усово. ― М., БуксМарт, 2016. С. 384 isbn 978-5-906190-60-4
- Слюнькова И. Н. Церковь Спаса Нерукотворного образа в Усове и Елисаветинский крестный ход. — М., Научная библиотека Елисаветинско-Сергиевского общества, 2018. С. 60 ISBN 978-5-91215-177-4
- Слюнькова И. Н., Л. Б. Сомова. Ярополец: лица, история, судьбы. — М., МАИ-ПРИНТ, 2019. С. 368. ISBBN 978-5-7035-2338-4
- Академия художеств в пространстве культурных коммуникаций. По материалам конференции к юбилею РАХ и НИИ РАХ. Ответственный редактор и составитель И. Н. Слюнькова. — М., КУРС, 2022. С. 256. ISBN 978-5-907535-05-3
- Слюнькова И. Н. Ливадия. Архитектура дворцово-паркового ансамбля. Вторая половина XIX века. — М., БуксМарт, 2022. С. 476. ISBN 978-5-907267-92-3
- Слюнькова И. Н. Вознесенская церковь в Ливадии. Священная топография резиденции царя. Воссоздание.- М., Энциклопедия, 2024. С. 192. ISBN 978-5-94802-307-6

### Научные статьи
- Особенности крупного загородного усадебного строительства и градостроительное переустройство Московской губернии конца XVIII века // Русская усадьба. Сборник ОИРУ. Научн. ред. Л. В. Иванова. Вып. 1 (17).― Москва-Рыбинск, 1994. С. 90-95;
- Крупнопоместные подмосковные имения Шереметевых XVIII века // Заказчик в истории русской архитектуры. Кн. 2.― М., 1994. С. 166—193;
- Усадьба Мещериново и «родовая круговина» Шереметевых // Барокко в России. Сб. НИИ искусствознания. ― М., 1994. С. 120—128.
- Усово // Дворянские гнезда России: История, культура, архитектура. Очерки. Под ред. М. В. Нащокиной. ― М.: Жираф, 2000. С. 177—189. 5-89832-014-8
- Приволжский замок Юрино как пример элитарного усадебного строительства и архитектуры позднего романтизма и эклектики // Кабинет учёного: Научные статьи, публикации, эссе.― М., 2006. С. 66-93.
- Замок В. П. Шереметева // Нижегородский государственный художественный музей. 3-и Музейные чтения. Мир русской усадьбы. ― Н.Новгород: Деком, 2007. С. 5-25.
- Слюнькова И. Н., Сомова Л. Б. «Ярополец» — загадка имени // Русская усадьба. Сборник Общества изучения русской усадьбы. Вып. 15 (31).― М.: Улей, 2009. С. 89-102.

По теме «Монастырское и храмовое зодчество»:
- Православное искусство Украины и Белоруссии. XIV—XVIII вв. // Православная энциклопедия: Русская православная церковь.― М., 1997. С. 587—598.
- «Исправление» полоцкого костёла иезуитов // Белорусский сборник. № 2. ― СПб., 2005. С. 48-53 (повторная публикация в Витебском электронном журнале).
- Монастыри Киевской митрополии первой половины XVII в. и влияние Афона // The Orthodox Church thе Balkans and Poland. Connektions and Common Tradition / Białystok: wydawnictwo Uniwersytetu w Białystoku, 2007. P. 171—175.
- Академия художеств и храмостроительная практика России XIX в. // Кировский областной художественный музей имени В. М. и А. М. Васнецовых. Материалы и исследования (2004—2008).― Киров, 2009. С. 188—195.

По теме «Коронация в русском искусстве»:
- Архитектурное убранство Москвы во время коронационных торжеств 1896 г. // Столичный город. Архитектура в истории русской культуры. Вып. 2. Под ред. И. А. Бондаренко.― М.: УРСС, 1998. С. 53-65.
- Коронование в Москве от Ивана Грозного до Екатерины Великой // Собрание. М., 2006. № 3. С. 68-73.
- Художественная интерпретация идеального образа России в проектах Ф. Шехтеля по оформлению праздника коронации. Тезисы доклада // Фёдор Шехтель и эпоха модерна.― М.: Архитектура-С, 2009. С. 143—144.
- Проекты оформления коронационных торжеств в России XIX века // Вестник РГНФ, 2013. № 1

По теме «Сохранение и использование архитектурного наследия»:
- Слюнькова И. Н., Конев С. В. О проблемах реставрации памятников архитектуры Московского Кремля // Архитектурный вестник.― М., 2005. № 5(84). С.132-137.
- Воссоздание и реконструкция или приспособление и сохранение идентичности: Архитектурное наследие в эпоху постмодернизма // Непрерывное архитектурно-строительное образование как фактор обеспечения качества среды жизнедеятельности / Труды общего собрания РААСН.― Москва-Воронеж. 2005. С.90-95
- Сохранение подлинности и приспособление // Архитектурный вестник.― М., 2006. № 3. С.162-167.
- Категория времени и концепции идеальной резиденции монарха в архитектуре Большого Ливадийского дворца // Вестник Российского фонда фундаментальных исследований. Гуманитарные и общественные науки. М., 2019, № 2(95)